# Bosmolens

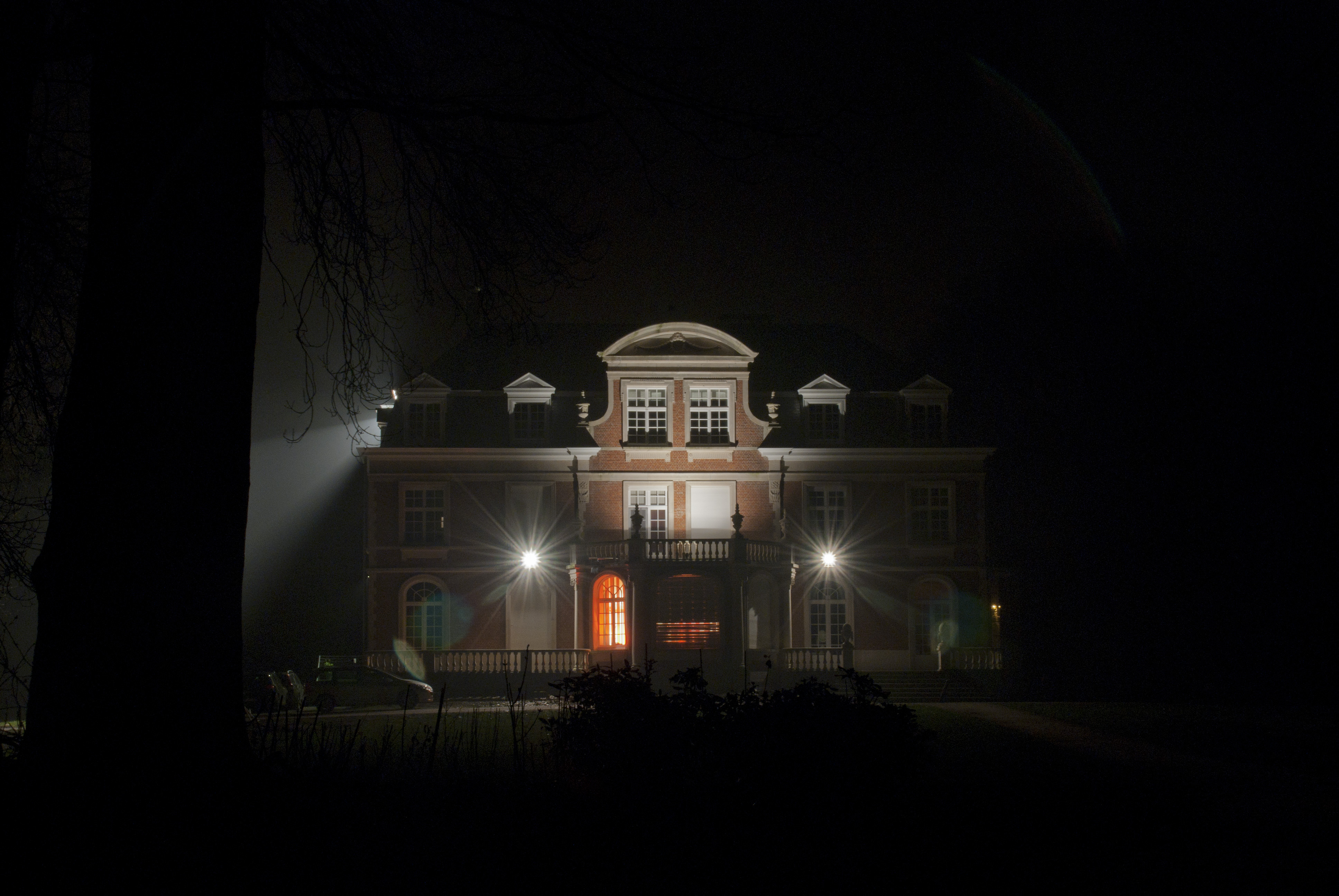
Kasteel Wallemote bij nacht

De Bosmolens is een van de katholieke parochies in Izegem rond de kerk van de Heilige Familie. De parochie werd opgericht in 1941; de kerk is ingehuldigd in 1964. De geschiedenis van de parochie is opgetekend in een boek van Jean-Marie Lermyte.
Toen de parochie in 2001 haar 60-jarig bestaan vierde, kozen de bewoners De Ontmoeting van Inge Dewilde als kunstwerk voor het kerkplein. Recht tegenover de kerk bevindt zich de basisschool de Heilige Familie, die al meer dan honderd jaar bestaat.
De plaats heeft twee eclectische landhuizen uit 1913: Wallemote en Wolvenhof, omringd door bos met een totale oppervlakte van 7427 m².
De Bosmolens Ommegang is de naam van de jaarlijkse wijkfeesten in het weekend met de 4de zondag in juli.

## Nabijgelegen kernen
Lendelede, Izegem, Sint-Eloois-Winkel